# Antacocha (Cajatambo)
Antacocha es una localidad peruana ubicada en el distrito de Manás, perteneciente a la provincia de Cajatambo del departamento de Lima, al centro oeste del Perú. 

## Ubicación
Antacocha se ubica al sur de la provincia de Cajatambo, en el distrito de Manás, en el departamento de Lima.

## Demografía
En 2017 Antacocha tenía una población de 35 habitantes y 35 viviendas.
| Gráfica de evolución demográfica de Antacocha entre 1993 y 2017 |
|                                                                 |
| Fuentes: Población 1993 y 2017                                  |